# Костюк Микола Миколайович
Микола Миколайович Костюк (нар. 15 липня 1952 — пом.?) — радянський футболіст, що грав на позиції воротаря. Відомий за виступами в низці клубів другої та першої ліг, найбільш відомий за виступами в складі клубу «Геолог» з Тюмені, за яку зіграв понад 100 матчів у другій лізі, та брав участь у двох переможних для команди зональних турнірах другої ліги.

## Клубна кар'єра
Микола Костюк розпочав виступи на футбольних полях у 1969 році в складі команди класу «Б» «Дніпро» з Черкас. У 1970—1971 роках футболіст грав у дублюючому складі київського «Динамо», проте за основну команду так і не зіграв. Сезон 1972 року Костюк розпочав у дублюючому складі команди першої ліги «Металург» із Запоріжжя, проте по ходу сезону перейшов до складу команди другої ліги «Спартака» з Івано-Франківська, й вже цього ж року став у складі івано-франківської команди переможцем зонального турніру другої ліги, що на той час вважався чемпіонатом УРСР, і у перехідних матчах проти ризької «Даугави» івано-франківці здобули путівку до першої ліги. Щоправда, медаль Костюк не отримав, оскільки не провів у складі команди достатньої кількості матчів (усього 10). У 1973 році Микола Костюк грав у складі «Спартака» вже у першій лізі, та був уже основним воротарем. У 1974 році Костюк перейшов до складу команди другої ліги «Авангард» з Ровно, в якому грав до кінця 1975 року. У 1976—1977 роках футболіст удруге грав у складі запорізького «Металурга», й цього разу зіграв за два сезони в його складі 8 матчів у першій радянській лізі. У 1978 році Микола Костюк удруге в кар'єрі грав у складі черкаського «Дніпра», цього разу в другій радянській лізі.
У 1979 році Микола Костюк став гравцем команди другої ліги «Будівельник» з Тюмені. У команді відразу став основним воротарем, у її складі у 1983 році зайняв друге місце в зональному турнірі другої ліги та був фіналістом Кубка РРФСР, у 1984 році став володарем Кубка РРФСР та переможцем зонального турніру другої ліги, а в 1985 році грав у складі команди, яка у фінальному турнірі переможців груп другої ліги з Росії перемогла у фінальному турнірі, та отримала звання чемпіона РРФСР. Щоправда, сам Костюк золотих медалей не отримав, оскільки на той час втратив місце в основному складі. По закінченні сезону 1985 року футболіст завершив виступи на футбольних полях. Дата і місце смерті Миколи Костюка невідомі.